# NF-κB

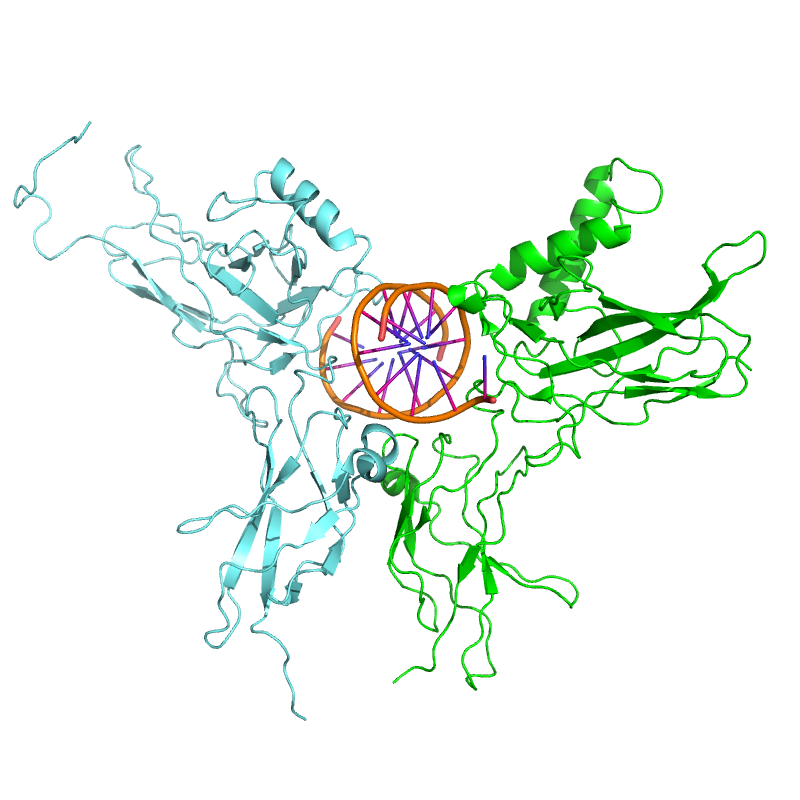
NF-κB s'associe avec RelB (cyan) pour former un complexe avec l'ADN (orange), enclenchant ainsi la stimulation de la transcription d'un gène.

NF-κB pour nuclear factor-kappa B ou facteur nucléaire kappa B est une protéine de la superfamille des facteurs de transcription impliquée dans la réponse immunitaire et la réponse au stress cellulaire. Cette dernière est associée aux facteurs anti-apoptotiques. En effet, son activation par la libération de sa protéine inhibitrice (IKB) déclenche la transcription de gènes antiapoptotiques dans le noyau. Elle effectue donc un rétrocontrôle négatif de l'apoptose. C'est un sujet de recherche actuellement très étudié dans la mesure où plusieurs centaines de modulateurs de NF-κB sont connus et plus d'un millier de gènes cibles de ce facteur de transcription ont été identifiés.

## Structure
NF-κB est un homo- ou hétérodimère formé à partir de cinq sous-unités : p50NF-κB1, p52NF-κB2, p65RelA, RelB et c-Rel. L’hétérodimère p50:p65 constitue la forme classique, la plus étudiée, de NF-κB.
Toutes les sous-unités sont caractérisées par un domaine N-terminal conservé d’environ 300 acides aminés, le Rel Homology Domain (RHD), contenant un domaine de liaison à l’ADN, un domaine de dimérisation, un signal de localisation nucléaire et un domaine d'interaction avec la protéine inhibitrice IκB. Les sous-unités RelA, RelB et c-Rel contiennent également un domaine de transactivation, responsable des activités de régulation transcriptionnelle de NF-κB.

## Mécanisme d'action
NF-κB est en partie régulée dans le cytoplasme de la cellule par un complexe protéique (IKK) composé des protéines, IKKα, IKKβ et de la protéine NEMO (IKKg). Elle joue un rôle dans la répression ou l'activation des gènes, et est retenue dans le cytoplasme par la protéine inhibitrice IκB-α. La dégradation de IκB-α par phosphorylation et ubiquitination permet la translocation de NF-κB jusqu'au noyau et l'activation de la transcription des gènes cibles.

## Voie de signalisation

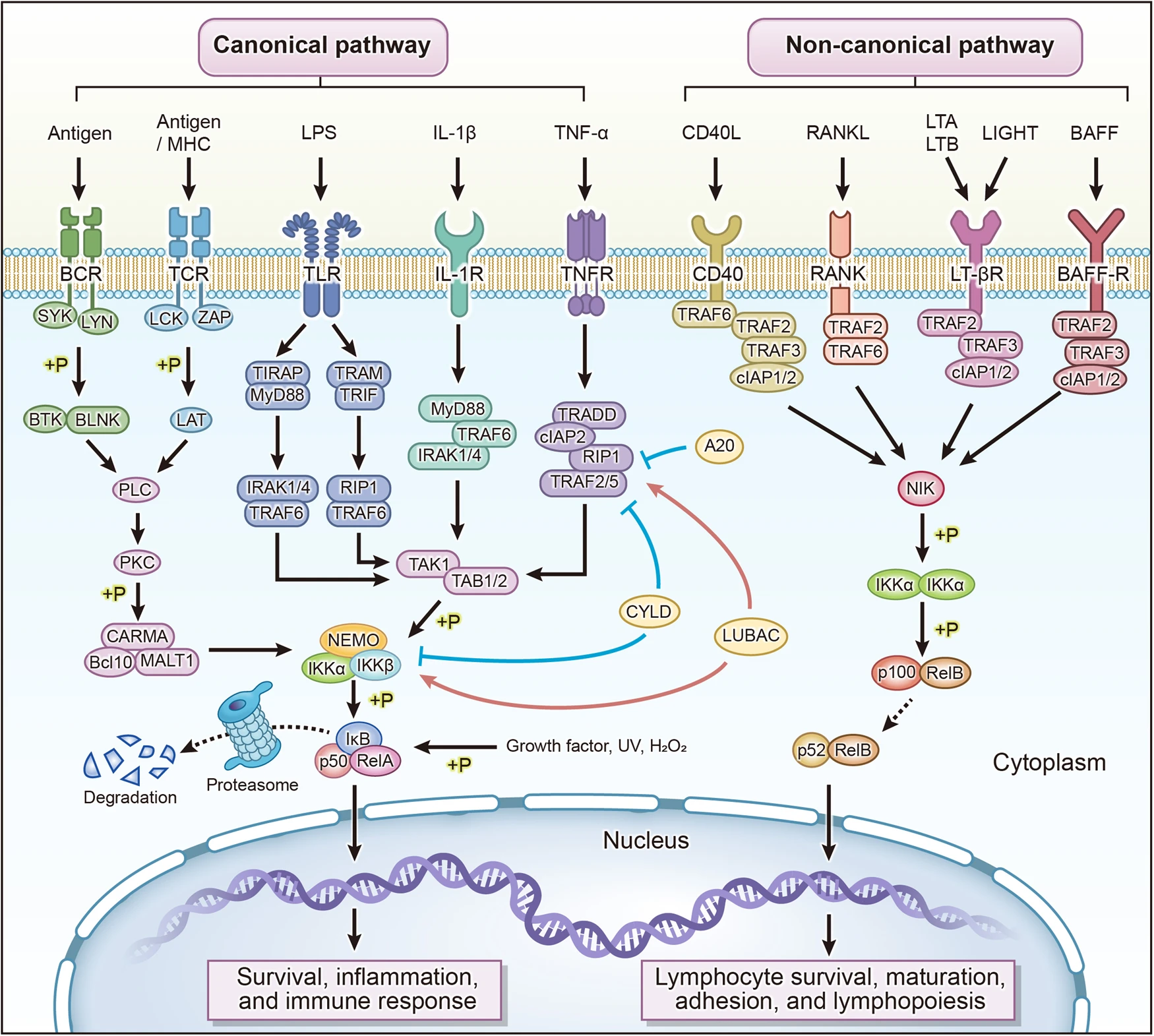
Aperçu des voies de signalisation NF-κB canonique et non canonique.
- La signalisation canonique NF-κB est principalement activée par le récepteur des cellules B, le récepteur des cellules T, les récepteurs de type Toll, le récepteur de l'interleukine 1 et le récepteur du facteur de nécrose tumoral. le récepteur des cellules B et le récepteur des cellules T initient une réaction enzymatique en plusieurs étapes qui active le complexe CARMA1/BCL-10/MALT1. Les récepteurs de type Troll, le récepteur de l'interleukine 1 et le récepteur du facteur de nécrose tumoral favorisent principalement l'activation du complexe TAK1/TAB. Le complexe CARMA1/BCL-10/MALT1 activé et le complexe TAK1/TAB phosphorylent le complexe IKKα/IKKβ/NEMO (IKKγ). IKKα et IKKβ phosphorylent IκBα, conduisant à son ubiquitination et à sa dégradation protéasomale ultérieure. Cela entraîne la libération de p50/RelA, qui agit comme un facteur de transcription pour activer la transcription des gènes cibles. La signalisation canonique NF-κB favorise principalement la survie cellulaire et médie les réponses inflammatoires et immunitaires.
- Dans la signalisation non canonique NF-κB, CD40, RANK, le lymphotoxin beta receptor et BAFF-R activent NIK, qui phosphoryle davantage IKKα et favorise la dégradation de p100 en p52. La sous-unité p52 se lie ensuite à RelB et subit une translocation nucléaire, favorisant la génération, la survie, la maturation et l'adhésion des lymphocytes.

NF-κB est le pivot des cellules phagocytaires. Il permet de les activer. Il est activé grâce au complexe membranaire CD14-Toll-like receptor au contact d'un PAMP ; par exemple, Toll-like receptor 4 reconnait les LPS bactériens. Le complexe membranaire va en fait permettre la dégradation de IκB qui retient NF-κB dans sa forme inactive. Une fois libéré, il se dirige vers le noyau et permet la transcription de nouveaux gènes.

IκB peut être défini comme étant un séquestreur cytosolique. La séquestration cytosolique de NF-κB par IκB laisse le facteur NF-κB inactif (inhibition). En intracytosolique, NF-κB est lié au facteur IκB mais des stimuli externe peuvent permettre la dissociation du complexe NF-κB/IκB. Une autre kinase, IKK, pourra ainsi dans certains cas phosphoryler IκB ; NF-κB se retrouve donc libre et peut ainsi rentrer dans le noyau pour atteindre le génome (translocation nucléaire de NF-κB). De son côté, IκB est voué à la dégradation dans le protéasome 26S à la suite de l'accrochage d'une chaine d'ubiquitine.

Divers stimuli peuvent phosphoryler IκB et ainsi dissocier le complexe NF-κB/IκB. Ce qui, par conséquent, pourra activer NF-κB. Ces stimuli peuvent être physiologiques ou non : ce sont des carcinogènes, des facteurs pro-apoptotiques, des réactifs oxygénés, des cytokines, des facteurs de stress cellulaires (variés), des lipopolysaccharides bactériens, etc.
L'activation du facteur NF-κB peut se faire de deux façons : canonique et non canonique.

### Activation canonique
C'est la voie la plus simple. Un ligand extracellulaire se fixe à un type de récepteur membranaire (par exemple, des récepteurs TLR activés par divers types de ligands), ce qui entraîne un recrutement et une activation du complexe IKK. Pour rappel, IKK comprend IKKa, IKKb et NEMO.

Le complexe IKK activé phosphoryle alors IKB (IKB étant le séquestreur cytosolique de NF-κB) qui sera ensuite envoyé vers le protéasome 26S pour subir une dégradation. NF-κB peut ainsi être transloqué dans le noyau. La voie canonique active le plus souvent les dimères NF-κB comprenant Rel-A, c-Rel, Rel-B et p50.

### Activation non canonique
Elle inclut l'activation des complexes p100/RelB et s'observe souvent durant le développement de certains organes lymphoïdes (génération et formation des lymphocytes B et T). Actuellement, on ne connaît que très peu de stimuli permettant de l'activer (lymphotoxine B, B cell activating factor, etc). 

La caractéristique de la voie non canonique est l'utilisation d'un complexe IKK ayant deux sous-unités IKKa sans NEMO.
Le récepteur activé induira l'activation de la protéine NIK (NF-κB inducing kinase), qui phosphoryle et active le complexe IKKa, qui à son tour phosphoryle p100. Il s'ensuit une libération d'un hétérodimère actif p52/Rel-B. Contrairement au facteur p100, p105 subit un clivage pour donner p50.

## Interactions avec les autres voies de signalisation cellulaire

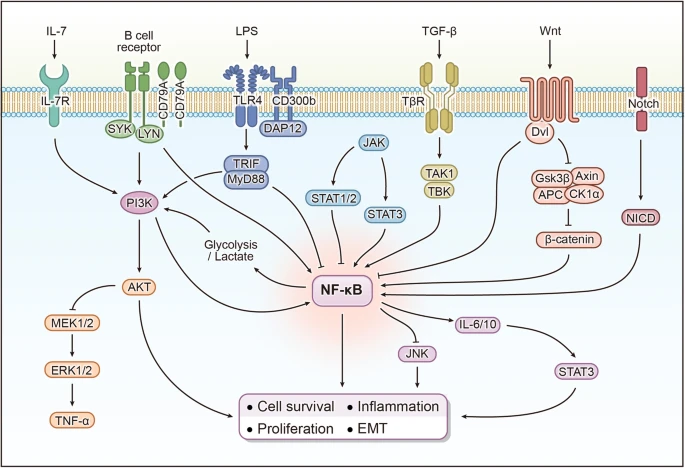
Interaction entre la signalisation NF-κB et d’autres voies de signalisation.
1.L'activation de PI3K par le récepteur des lymphocytes B et le récepteur de l'interleukine 7 via la voie cIAP-IKK entraîne la stimulation de NF-κB. La protéine X du virus de l'hépatite B induit la glycolyse aérobie et produit du lactate via la voie NF-κB/hexokinase 2, activant le signal PI3K/AKT.
2.NF-κB inhibe la signalisation JNK médiée par le facteur de nécrose tumorale.

Les molécules transmettent des signaux de manière intracellulaire ou extracellulaire et agissent comme récepteurs, ligands, protéines-kinases ou facteurs de transcription dans les voies de signalisation. Les différentes voies de signalisation constituent un réseau de transduction de signal avec une régulation fine grâce à des interactions mutuelles. La signalisation NF-κB n'est pas isolée dans la régulation de nombreux processus physiologiques et pathologiques dans lesquels elle est impliquée, et il peut y avoir une régulation directe ou indirecte avec d'autres molécules, ce qui déclenche par conséquent des interactions avec d'autres voies de signalisation. Les voies de signalisation classiques incluent la signalisation NF-κB, la voie de signalisation PI3K/AKT, la voie de signalisation MAPK/ERK, la voie de signalisation JAK-STAT, la voie de signalisation TGF beta, la voie de signalisation Wnt, la voie de signalisation Notch et la voie de signalisation Hedgehog. Ces voies de signalisation peuvent interagir avec la signalisation NF-κB dans l'implication de processus biologiques tels que la prolifération cellulaire, la différenciation, la survie, la mort, le développement, l'immunité, l'inflammation et la cancérogène. De plus, les membres de la famille des récepteurs de type Toll participent également à la signalisation NF-κB en reconnaissant les composants antigéniques des micro-organismes.

### Voie de signalisation PI3K/AKT

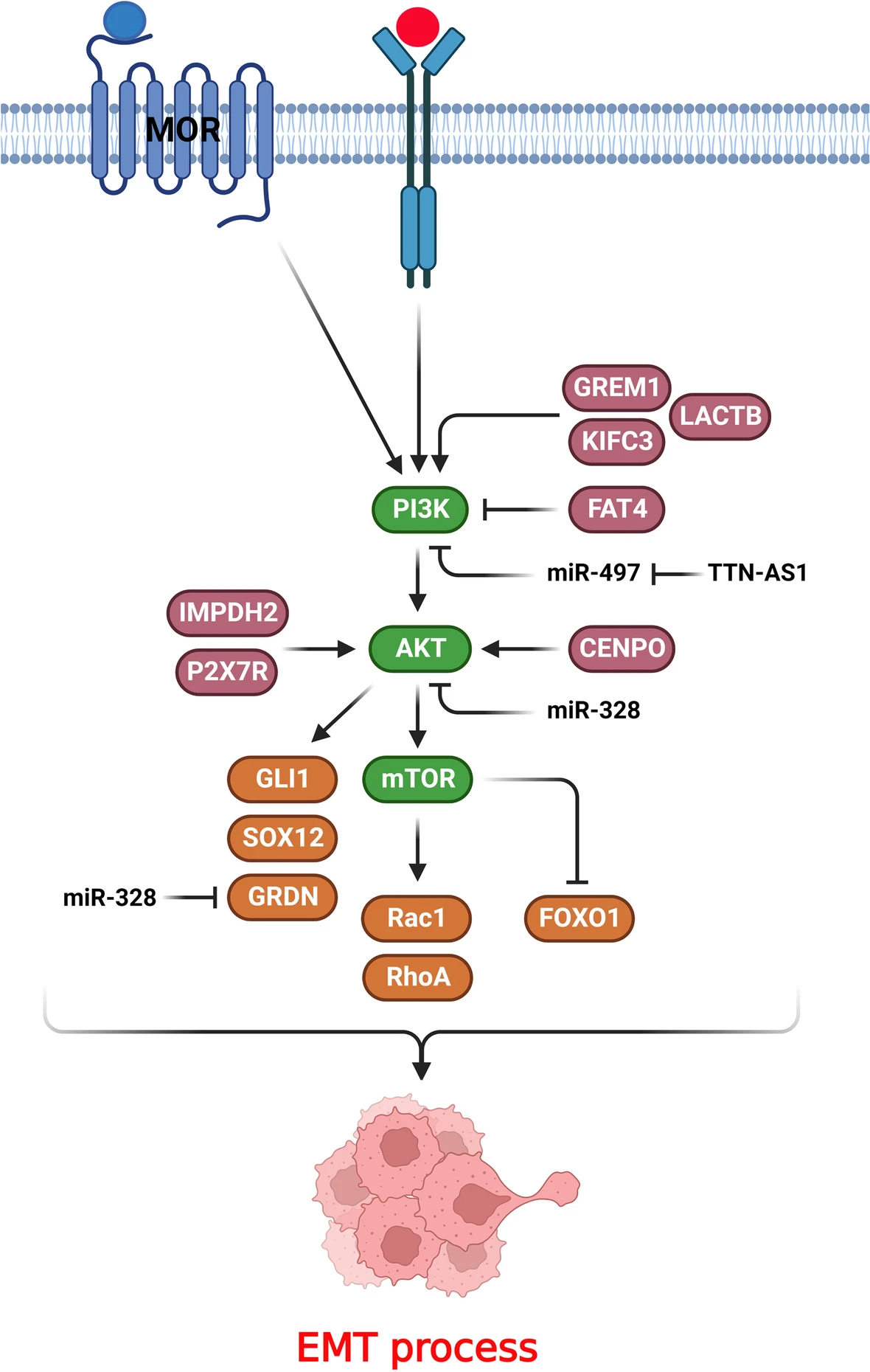
Voie de signalisation PI3K/AKT.

La voie de signalisation phosphatidylinositol 3-kinase (PIK3) /protéine-kinase B (AKT1) ou PI3K/AKT est une voie de signalisation cellulaire cruciale impliquée dans la régulation de plusieurs activités biologiques : le métabolisme cellulaire, la prolifération, la cancérogenèse, l'immunité, l'angiogenèse et de l'homéostasie cardiovasculaire,. Les signaux provenant des facteurs de croissance, des cytokines et des ligands des récepteurs membranaires à activité tyrosine-kinase au récepteur couplé aux protéines G favorisent la production catalysée par la phosphatidylinositol 3-kinase de phosphatidylinositol trisphosphate, et le phosphatidylinositol trisphosphate est le deuxième messager qui active la protéine-kinase B,. La sous-unité catalytique alpha du phosphatidylinositol-4,5-bisphosphate 3-kinase code pour la sous-unité catalytique p110α de la phosphatidylinositol-4,5-bisphosphate 3-kinase, et sa mutation est l’une des altérations somatiques les plus courantes dans les cancers.
L'interaction entre la signalisation NF-κB et la signalisation PI3K/AKT dans le lymphome diffus à grandes cellules B est un phénomène important. La prolifération et la survie des cellules activées du lymphome diffus à grandes cellules B nécessitent une signalisation active du récepteur des cellules B, et l'activation de la signalisation NF-κB est détectée dans environ 10 % des cellules activées. La cascade de signalisation NF-κB a été suggérée comme cible potentielle pour le traitement du lymphome diffus à grandes cellules B,. Des découvertes récentes ont révélé que la phosphoinositide 3-kinase active la signalisation NF-κB et le copanlisib, un inhibiteur de la phosphoinositide 3-kinase peut bloquer efficacement la double signalisation PI3K/AKT - NF-κB dans les cellules activées du lymphome diffus à grandes cellules B, conduisant à une régression tumorale. L'inhibition du phosphoinositide 3-kinase dans le lymphome diffus à grandes cellules B s'est également avérée diminuer l'activité de NF-κB. L'inhibition du phosphatidylinositol 3-kinase réduit l'activité de la protéine-kinase B dans le myélome multiple de manière dose-dépendante.
Un autre cas exemplaire est l'athérosclérose. L'interleukine 7, essentielle au développement et à l'équilibre des lymphocytes T, active la signalisation NF-κB via la voie PI3K/AKT, régule positivement l'expression de la protéine chimiotactique 1 des monocytes et de la protéine d'adhésion cellulaire dans les macrophages et dans les cellules endothéliales aortiques et joue un rôle actif dans l'athérosclérose. La sécrétion accrue du facteur proinflammatoire galectine-3 dans l'athérosclérose active la voie PI3K/AKT et inhibe l'autophagie lors de la liaison au CD98, alors que l'inhibition de la galectine-3 réduit l’activité de la voie NF-κB, supprime l’inflammation et améliore l’autophagie.
La signalisation NF-κB peut également interagir avec la signalisation PI3K/AKT via des voies métaboliques. Dans le carcinome hépatocellulaire lié au virus de l'hépatite B, la protéine X de l'hépatite B (HBx) induit une glycolyse aérobie et produit une grande quantité d'acide lactique via la signalisation NF-κB/hexokinase 2 qui active davantage PI3K-AKT et améliore la capacité de prolifération maligne des cellules. Le sous-type 2 du récepteur de la somatostatine inhibe la signalisation PI3K activée par la GTPase KRAS favorisant la libération du ligand de chimiokine CXC 16 et de l'interleukine 6 et conduisant finalement à la progression de l'adénocarcinome canalaire pancréatique. Le système de signalisation PI3K/AKT/NF-ΚB facilite également la transition épithélio-mésenchymateuse.

### Voie de signalisation MAPK/ERK

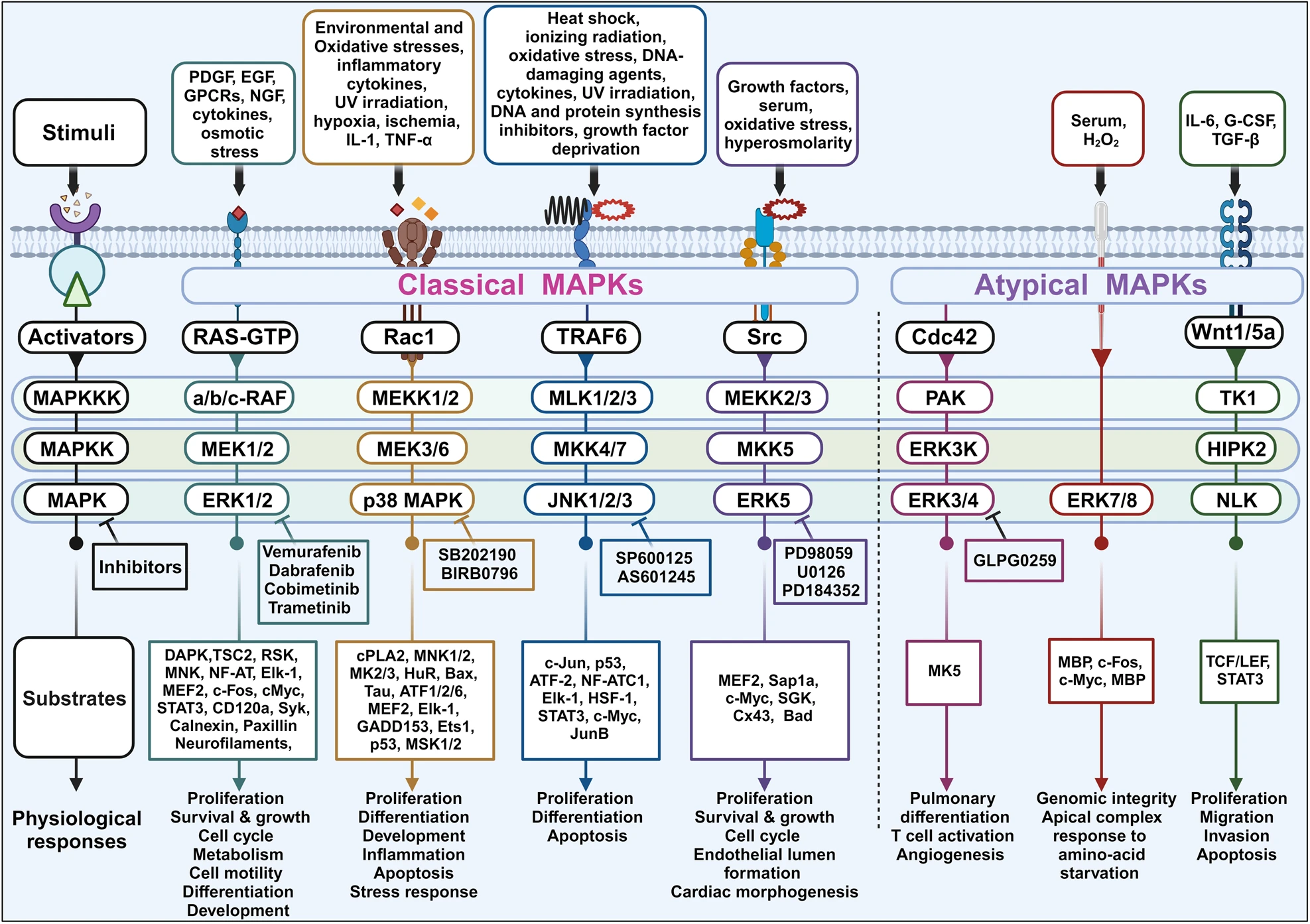
Voie de signalisation MAPK/ERK

La protéine-kinase activée par des agents mitogènes (MAPK) appartient à la famille des sérine/thréonine-kinase et joue un rôle important dans la prolifération, la différenciation, le développement, la transformation, les réponses inflammatoires et l'apoptose en transmettant, en amplifiant et en intégrant les signaux de un large spectre de stimuli. La signalisation MAPK est une cascade enzymatique conservée qui assure la transduction du signal de la surface cellulaire au noyau via des événements de phosphorylation. Cette voie implique trois enzymes clés : la MAPK déjà citée, la MAPK-kinase ou MAPKK et la MAPKK-kinase ou MAPKKK. La MAPK est responsable de la phosphorylation des protéines cibles dans le cytoplasme ou le noyau. Les MAPK dans les cellules de mammifères comprennent principalement la kinase régulée par signal extracellulaire, la MAPK p38, la c-Jun N-terminal kinases (JNK) et la protéine-kinase 5 régulée par signal extracellulaire. L’interaction de la signalisation NF-κB avec la signalisation MAPK est principalement centrée sur la signalisation JNK. TAK1 sert de kinase en amont pour la signalisation NF-κB et la signalisation JNK. La voie JNK régule la progression du cycle cellulaire par le biais de multiples mécanismes. JNK active la voie de transcription Jun et le facteur de transcription AP-1 pour exercer des effets pro-oncogènes, tout en induisant simultanément l'apoptose. Les réponses cellulaires présentent une variabilité basée sur la nature du stimulus, l'étendue de l'activation de JNK et la durée de la réponse. Des études portant sur l'interaction de la signalisation NF-κB avec la signalisation JNK ont révélé que bien que la signalisation JNK régule la mort ou la survie cellulaire, le destin ultime de la cellule est déterminé par NF-κB, et l'activation de la signalisation NF-κB est capable d'inhiber la pro-apoptose induite par les caspases, la JNK et les [dérivés réactifs de l'oxygène. NF-κB a également été observé pour bloquer l'apoptose induite par le facteur de nécrose tumorale via la régulation négative de JNK et de c-Jun/AP-1 dans les hépatocytes de rat. Au cours d'une insuffisance hépatique aiguë, le récepteur de type 1 de l'interleukine 1 est stimulé par l'interleukine 1 et active la signalisation NF-kB qui favorise la régulation transcriptionnelle positive des gènes liés à l'inflammation et le recrutement de cellules immunitaires, tandis que le NF-κB inhibe la signalisation JNK activée par le facteur de nécrose tumorale et empêche l'apoptose médiée par la caspase 3, qui amplifie encore les réponses inflammatoires et exacerbe les lésions hépatiques.

### Voie de signalisation JAK-STAT

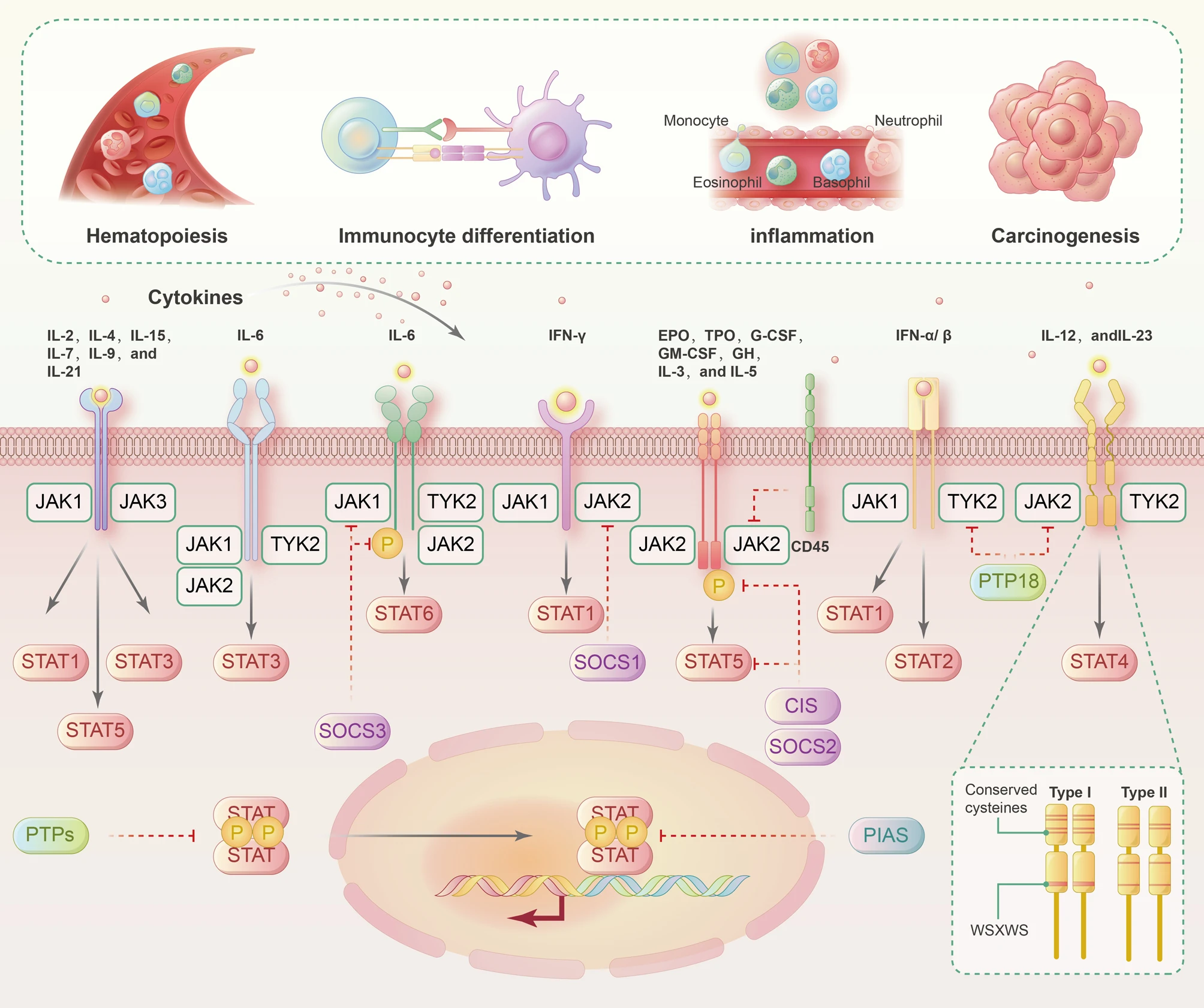
Voie de signalisation JAK-STAT

La janus-kinase 2 (JAK) se lie de manière non covalente aux récepteurs de cytokines, médie la phosphorylation du récepteur de la tyrosine et recrute un ou plusieurs transducteurs de signal et activateurs de transcription (protéines STAT). Lors de la phosphorylation, les protéines STAT traversent la membrane nucléaire pour moduler l'activité de gènes spécifiques. La famille JAK comprend JAK1, JAK2, JAK3 et la tyrosine-kinase 2 (TYK2). L'érythropoïétine intervient dans l'activation de JAK2 dans les neurones, ce qui active en outre la signalisation NF-κB et initie la transcription de gènes ayant des effets neuroprotecteurs. La famille STAT comprend de STAT1, STAT2, STAT3, STAT4, STAT5A, STAT5B et STAT6. Chaque protéine STAT exerce des effets biologiques uniques et joue une fonction régulatrice dans la survie cellulaire, la différenciation, le métabolisme et la réponse immunitaire, et joue un rôle clé dans les tumeurs malignes et maladies auto-immunes.
STAT1 aide à renforcer l’immunité contre les tumeurs, mais STAT3 et d’autres types de protéines peuvent déclencher une inflammation pro-cancéreuse. Une interaction étroite entre STAT3 et la signalisation NF-κB a été observée. L'interleukine 6 régulé par la signalisation NF-κB, est un activateur important de STAT3. L'interleukine 10 et le CpG activent en synergie STAT3 et NF-κB dans une lignée de cellules B humaines induites par le protooncogène Myc. STAT3 a également inhibé l'expression de molécules essentielles à l'immunité antitumorale médiée par NF-κB et STAT1, notamment l'interleukine 12 et l'interféron-γ,.
L'acétylation de la sous-unité RelA du NF-kB médiée par STAT3 favorise l'exercice par NF-κB d'une activité pro-transcriptionnelle dans le noyau, un phénomène observé dans à la fois les cellules tumorales et les cellules hématopoïétiques associées à la tumeur. La suppression de l' abl interactor 1 (Abi-1) peut entraîner une activité accrue de STAT3 et de NF-κB, ce qui pourrait être un mécanisme potentiel menant à la splénomégalie myéloïde. Dans le cancer colorectal, IKKα induit le leukemia inhibitory factor (LIF) en induisant une activité transcriptionnelle dépendante de NF-κB, activant ainsi le STAT3. Dans les cellules du lymphome anaplasique à grandes cellules, STAT3 favorise l'expression de p52 et CD30, induisant ainsi une activation soutenue de la signalisation non canonique NF-κB. STAT3 favorise non seulement la prolifération, la survie, la néovascularisation et les métastases des cellules tumorales, mais exerce également un effet inhibiteur sur l'immunité anticancéreuse. L'interféron-γ et le facteur de nécrose tumorale-α favorisent la réponse du promoteur du gène inductible de l'oxyde nitrique synthase au NF-κB via l'activation de la signalisation JAK-STAT dans le recrutement des fibroblastes musculaires, activant ainsi l'oxyde nitrique synthétase et induisant une atrophie musculaire.

### Voie de signalisation TGF beta

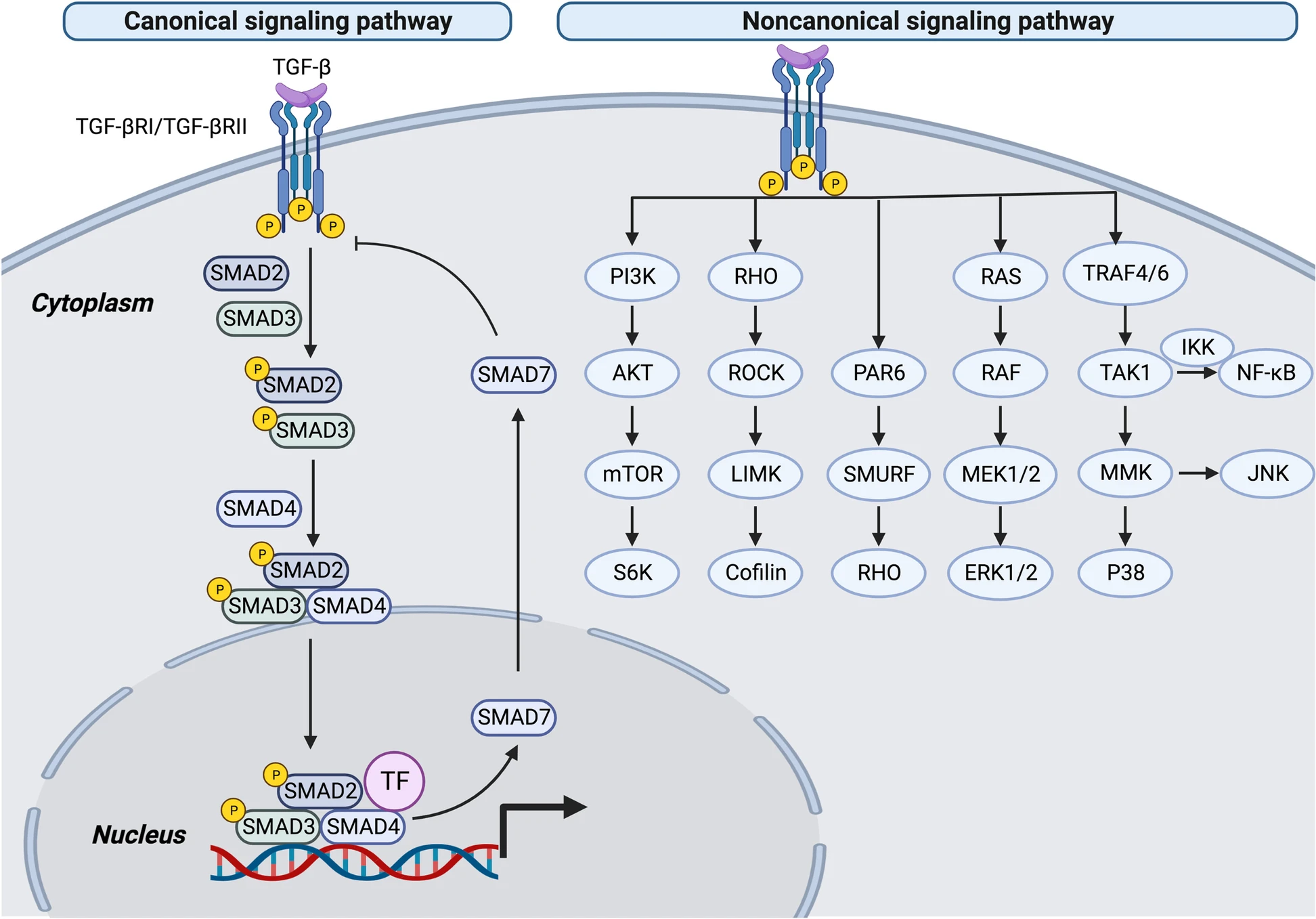
Voies de signalisation canoniques et non canoniques.

La voie de signalisation du facteur de croissance transformant bêta (TGFβ) est impliquée dans de nombreux processus cellulaires à la fois dans l'organisme adulte et dans l'embryon en développement, notamment la croissance cellulaire, la différenciation cellulaire, la migration cellulaire, l'apoptose, l'homéostasie cellulaire et d'autres fonctions cellulaires. Les voies de signalisation TGFB sont conservées au cours de l'évolution. Malgré le large éventail de processus cellulaires régulés par la voie de signalisation du TGFβ, le processus est relativement simple. Les ligands de la superfamille TGFβ se lient à un récepteur de type II, qui recrute et phosphoryle un récepteur de type I. Le récepteur de type I phosphoryle ensuite les SMAD régulés par le récepteur (R-SMAD) qui peuvent désormais se lier au coSMAD SMAD4. Les complexes R-SMAD/coSMAD s'accumulent dans le noyau où ils agissent comme facteurs de transcription et participent à la régulation de l'expression des gènes cibles.
Les membres de la famille des facteurs de croissance transformants comprennent le TGF-β, et les membres de la famille des protéines morphogénétiques osseuses. Ces cytokines jouent un rôle crucial dans divers processus cellulaires, notamment la prolifération cellulaire, la migration, le métabolisme, la régulation immunitaire et la réponse inflammatoire. La famille de récepteurs TGF-β comprend le récepteur de type I, le récepteur TGF-bêta (TβR) I, le récepteur de type II (TβRII) et le récepteur de type III (TβRIII), parmi lesquels TβRI et TβRII possèdent une activité kinase intrinsèque, essentielle pour la signalisation du TGF-β. Lors de la liaison au ligand, TβRII phosphoryle les résidus sérine et thréonine de TβRI. Le TβRI activé phosphoryle ensuite la molécule de signalisation en aval Smad, conduisant à son accumulation nucléaire et à sa régulation transcriptionnelle en tant que facteur de transcription. Au stade précoce de la tumorigenèse, la famille TGF-β exerce un effet oncogène en inhibant la prolifération cellulaire. Cependant, à mesure que la tumeur continue de progresser, les cellules tumorales développent une résistance à l'inhibition de la croissance médiée par le TGF-β, qui est attribuée à des mutations dans les gènes codant pour les intermédiaires de signalisation,.
Le récepteur des lymphocytes T inhibe l'expression du TβRI et la signalisation du TGF-β par l'activation de la signalisation NF-κB et de la caspase recruitment domain-containing protein 11, entraînant la quiescence des cellules T. Smad7 inhibe la signalisation du facteur de nécrose tumorale en formant un complexe avec TAB2 et TAB3, supprimant ainsi l'activation de NF-κB et les réponses inflammatoires. Le récepteur des lymphocytes T inhibe l'expression du TβRI et la signalisation du TGF-β par l'activation de la signalisation NF-κB et de la caspase recruitment domain-containing protein 11, entraînant la quiescence des cellules T. Smad7 inhibe la signalisation du facteur de nécrose tumorale en formant un complexe avec TAB2 et TAB3, supprimant ainsi l'activation de NF-κB et les réponses inflammatoires.
Cependant, NF-κB dans le glioblastome active le TGF-β en induisant le microARN-148a ou le microARN-182, conduisant à une hyperactivation de la signalisation NF-κB et TGF-β,. TAK1 favorise la phosphorylation et l'activité transcriptionnelle de NF-κB, qui médie la réponse inflammatoire, le microenvironnement tumoral, les métastases, la chimiorésistance.

### Voie de signalisation Wnt

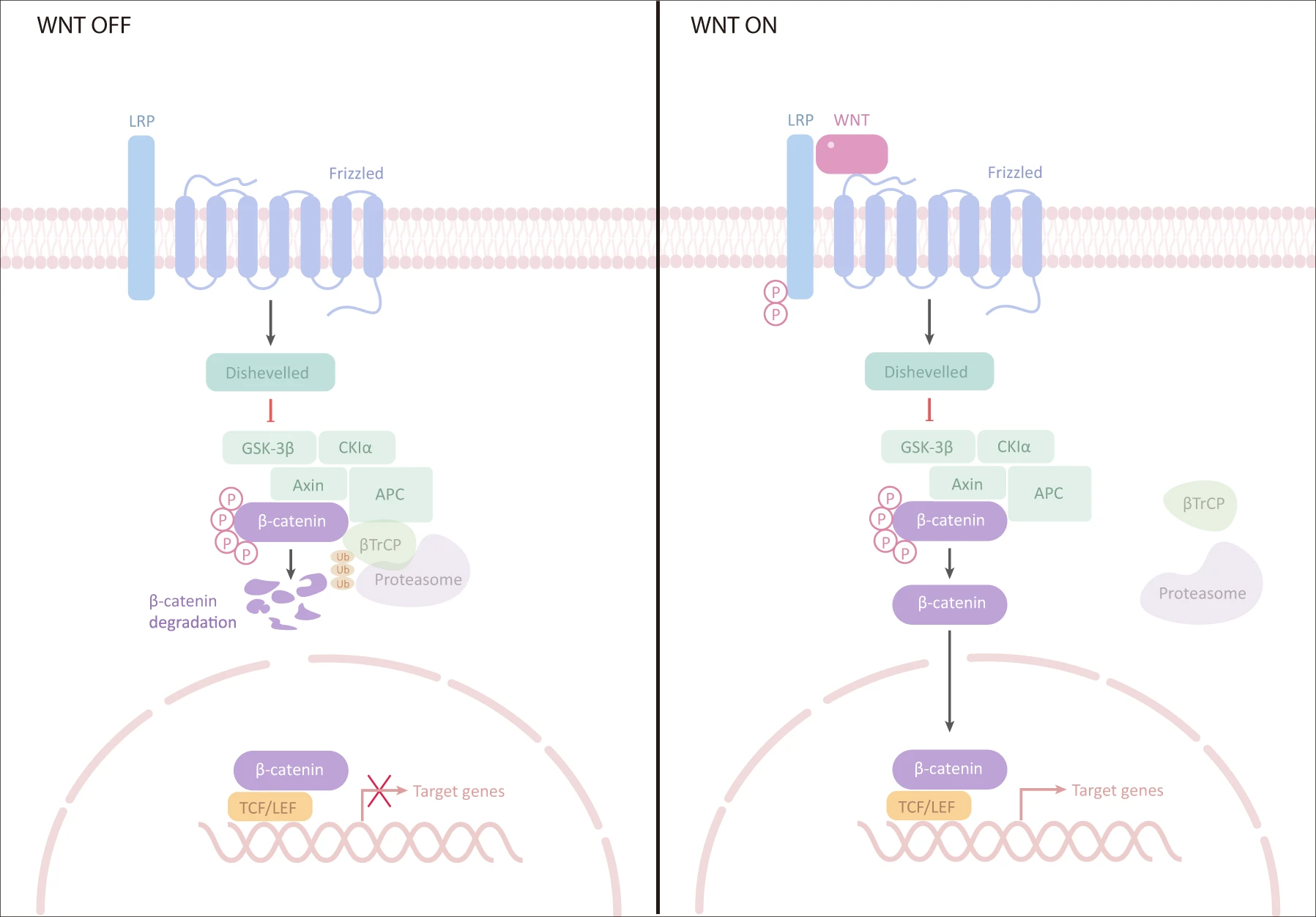
Voie de signalisation Wnt

Les voies de signalisation de Wnt englobent les voies Wnt/β-caténine, Wnt/planner cell polarity et Wnt/Ca2+. La voie de signalisation Wnt/β-caténine est une classe de signalisation Wnt dépendante de la β-caténine, également connue sous le nom de voie canonique, qui contrôle principalement la prolifération cellulaire. Les voies Wnt/PCP et Wnt/Ca2+ ne dépendent pas de la β-caténine et sont connues comme voies non canoniques qui régulent la polarité, l’adhésion et la migration cellulaire. Dans la voie Wnt/β-caténine, les protéines liées aux récepteurs des lipoprotéines et la famille des protéines frizzled agissent comme des récepteurs Wnt et forment un complexe avec les protéines Wnt pour activer la signalisation en aval.
Au cours du développement de l'infarctus aigu du myocarde, un Wnt2 élevé a favorisé la signalisation β-caténine/NF-κB en se liant à frizzled-4 et au récepteurs des lipoprotéines 6, et un Wnt4 élevé a activé la même signalisation en se liant à frizzled-2 et récepteurs des lipoprotéines 6, entraînant un effet profibrotique. Le complexe protéine d'inhibition (Axin)/la protéine APC (APC)/glycogène-synthase kinase 3 bêta (GSK3β)/caséine-kinase 1 alpha (CK1alpha) phosphoryle et inactive la β-caténine. L'activation transcriptionnelle de NF-κB est diminuée dans les fibroblastes embryonnaires déficients en GSK3 sans affecter la dégradation de l'IκB et la translocation nucléaire de NF-κB . Dishevelled entrave le complexe Axin/APC/GSK3β/CK1α dans le cytoplasme, ce qui inhibe la dégradation de β -caténine et favorise sa translocation vers le noyau, et active les gènes liés à la prolifération et à la différenciation en interagissant avec la famille de facteurs de transcription du facteur T-Cell Factor (TCF) et en activant des coactivateurs.
Disheveled interagit avec p65 dans le noyau et inhibe l'activation transcriptionnelle médiée par NF-κB et favorise l'apoptose, indépendamment de Wnt ou de la β-caténine. La β-TrCP, une ubiquitine-ligase, favorise la dégradation ubiquitylée de la β-caténine en réponse à la signalisation Wnt au repos.

## Régulation du facteur IκB et de l'action de NF-κB
Les IKK sont des IκB-kinases. La régulation du facteur IκB se fait essentiellement par des phosphorylations sur les résidus Ser32 et Ser36, grâce aux IKK. IKK est fait de l'association d'un hétérodimère NEMO (constitué de IKKa et IKKb) avec une sous-unité IKKy.

Les IKK sont activés par de nombreux couples ligand-récepteurs, variés également. Parmi eux, on peut citer :
- le TNF-α avec le TNF-Receptor : l'activation du TNF-Receptor pourrait permettre l'activation de NF-κB qui dans ce cas stimule le facteur mTOR et inhibe la production de réactifs oxygénés cellulaires, ce qui serait à la base d'un blocage des processus d'autophagie, notamment dans les cellules cancéreuses[48].
- l'IL-1β avec les lipopolysaccharides bactériens ; en effet, l'IL-1β peut se fixer sur son IL-1βR du macrophage (récepteur de cette cytokine inflammatoire) qui stimulera IKK. Cela engendre l'activation de NF-κB (dimère p50/p65) qui stimulera la transcription du gène de la NOS inductible. Celle-ci sera ensuite sécrétée par le macrophage afin d'aller bloquer le métabolisme mitochondrial des bactéries, ce qui engendre la mort de la bactérie. C'est un processus très utilisé lors de l'inflammation. L'interaction du lipopolysaccharide bactérien ou du lipopolysaccharide binding protein (LBP) avec le récepteur CD14 (en surface du macrophage) peut enclencher des voies de signalisation très similaires.
- le TLR4 (CD 284), récepteur pouvant être activé par les lipopolysaccharides de bactéries Gram -, ce qui activera la voie MyD88 en intracytosolique afin de stimuler une activation indirecte (pouvant être Akt-dépendante) du facteur NF-κB.
- l'hypoxie est capable, selon les cas, de stimuler la production de réactifs oxygénés qui peuvent stimuler l'activation de NF-κB et de facteurs HIF-1α et ensemble, stimuleront l'autophagie.
- la kinase Akt concourt indirectement à l'activation de NF-κB : Akt peut en effet activer le complexe IKK par phosphorylation, qui lui-même pourra phosphoryler IKB, ce qui activera le facteur NF-κB.
- divers antigènes activant les B-cell Receptor (BCR) ou T-cell Receptor (TCR) : par exemple, une infection bactérienne peut stimuler la production d'Interleukine 2 en activant la voie incluant le complexe NFAT/AP-1/NF-κB. NFAT est activé par le Ca2+, AP-1 est activé par des MAP-kinases et la protéine-kinase C (PKC) activera NF-κB. L'association des trois facteurs pourra se fixer sur le promoteur du gène de l'interleukine 2 et ainsi stimuler sa transcription. La sécrétion de l'IL-2 par les cellules T est une caractéristique majeure de la réponse immune adaptative.
- le signal costimulateur des lymphocytes T permet également d'accroître le taux de NF-κB libre. En effet l'activation du CD28 (de la cellule T) par les CD80 et CD86 (aussi connus sous le nom de B7.1 ET B7.2) de la CPA permet l'augmentation de la production des facteurs AP-1 et NF-κB, triplant ainsi la transcription de l'ARNm de l'IL-2[49].

## Physiopathologie
- Son activation exagérée (lors de la présence de bactéries dans le sang par exemple) peut provoquer un choc septique.
- NF-κB est connu pour être un des multiples régulateurs de plusieurs gènes codant des protéines de l'inflammation ; ce facteur dispose ainsi d'une fenêtre de temps d'activation (temps passé dans le noyau) beaucoup plus long que la normale dans diverses pathologies inflammatoires comme : arthrite, maladies inflammatoires de l'intestin, asthme, athérosclérose, etc[50].
- Il a été montré dans de très nombreuses publications l'implication du facteur NF-κB dans la cancérogenèse et les processus de tumorisation de certaines cellules[51],[52].

## La voie de signalisation NF-kB dans les pathologies humaines

### Maladies inflammatoires et auto-immunes
Lors de la reconnaissance de divers motifs moléculaires associés aux pathogènes et motifs moléculaires associé aux dégâts, les macrophages activent et libèrent rapidement des quantités substantielles de cytokines. En fonction de conditions spécifiques, les macrophages activés peuvent se différencier en deux phénotypes distincts : les macrophages classiquement activés et alternativement activés. NF-κB sert de facteur de transcription clé pour les macrophages M1, régulant un ensemble de gènes impliqués dans l'inflammation, notamment le facteur de nécrose tumorale-α, l'interleukine 1, l'interleukine 6, l'interleukine 12 et la cyclooxygénase-2. Les neutrophiles et les cellules dendritiques jouent également un rôle essentiel. rôles dans l’inflammation locale, le NF-κB étant essentiel à leur survie et à leur fonctionnement dans des conditions potentiellement toxiques. Cela contribue au recrutement des neutrophiles et à la maturation des cellules dendritiques.
La voie de signalisation NF-κB influence de manière significative l’activation, la différenciation, la prolifération et la fonction des lymphocytes T. Lors de la liaison du complexe antigène-MHC et du CD80 ou CD86 au récepteurs des cellules T et au CD28, respectivement, les complexes NF-κB contenant p65 sont activés. L'activité NF-κB est cruciale pour les cellules T activées car elle protège contre l'apoptose et favorise la production de cytokines, en particulier l'interleukine 2, qui soutient la prolifération et la différenciation.

## Traitements ciblant la voie de signalisation NF-kB

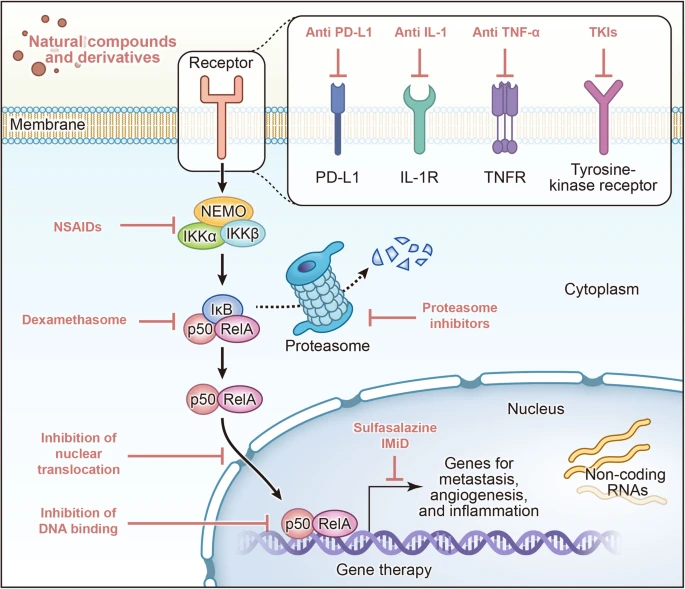
Les inhibiteurs de NF-κB sont largement utilisés dans les maladies humaines. Ces médicaments inhibent la voie NF-κB par différents mécanismes. Les anti-inflammatoires non stéroïdiens inhibent sélectivement le complexe IKK pour supprimer l'activation de NF-κB.

### Inhibiteurs du complexe IKK

#### Aspirine
L'aspirine, un anti-inflammatoire non stéroïdien, est bien connue pour son action inhibant la cyclooxygénase. La découverte, en 1994, du pouvoir inhibiteur de l'aspirine sur la transcription dépendante de NF-κB confirma le rôle important de la signalisation NF-κB dans l'inflammation et l'infection. La recherche suggère que les propriétés anti-inflammatoires de l'aspirine sont en partie attribuées à son inhibition spécifique de l'IKKβ.
Il existe des preuves substantielles indiquent que l'aspirine et les anti-inflammatoires non stéroïdien apparentés possèdent une activité antitumorale potentielle et des effets préventifs du cancer, conduisant à un intérêt accru pour l'utilisation de l'aspirine pour le traitement du cancer. L'aspirine réduit la migration, l'invasion et les métastases des cellules d'ostéosarcome grâce à la modulation de la voie NF-κB. L'aspirine libérant du sulfure d'hydrogène, un dérivé de l'aspirine, inhibe la croissance des cellules cancéreuses du sein en régulant négativement la voie NF-κB, induisant un arrêt du cycle cellulaire et favorisant l'apoptose. Le sulfure d'hydrogène] affecte également l’activité de la thiorédoxine réductase et augmente les niveaux de dérivé réactif de l'oxygène. L’aspirine induit l’apoptose des cellules cancéreuses colorectales humaines en inhibant l’activité du NF-κB, ce qui en fait un agent thérapeutique potentiel pour le cancer du côlon.

#### Salicylate de sodium
Le découverte de l'inhibition de la voie de signalisation NF-kB par le salicylate de sodium fut faite en 1995. Le salicylate de sodium est connu comme inhibiteur de la COX-2 et ce médicament peut empêcher la dissociation du NF-κB du complexe NF-κB/IκB, empêchant ainsi la translocation du NF-κB du cytoplasme vers le noyau et inhibant la transcription de la COX-2.487. De plus, le salicylate de sodium induit le passage d'un phénotype prolifératif à un phénotype apoptotique dans les cellules leucémiques humaines en inhibant la réponse NF-κB et en rétablissant l'apoptose induite par le facteur de nécrose tumoral.

#### Sulfasalazine
La sulfasalazine est principalement utilisée comme antibiotique sulfamide. Lorsqu’il est partiellement absorbé, il est dégradé par le microbiote intestinal en acide 5-aminosalicylique et sulfapyridine (en). L'acide 5-aminosalicylique avec le tissu conjonctif de la paroi intestinale exercent des effets antimicrobiens, anti-inflammatoires et immunosuppresseurs. Elle inhibe la synthèse des prostaglandines et d'autres médiateurs inflammatoires comme les leucotriènes. La sulfasalazine est un inhibiteur connu du NF-κB qui peut inhiber l'expression du récepteur de type Toll 4, de MyD88 et deNF-κB p65 induite par l' acide trinitro-benzène-sulfonique.
La sulfasalazine peut favoriser l'apoptose dans les cellules de glioblastome en inhibant la signalisation NF-κB. La voie de signalisation interleukine 1-NFkB/CREB-Wnt a également été identifiée comme un nouveau mécanisme favorisant la colonisation des cellules souches du cancer du sein dans le tissu osseux. Cibler cette voie avec des médicaments comme la sulfasalazine peut prévenir les métastases osseuses in vivo.

#### Dexaméthasone
La dexaméthasone est un glucocorticoïde dont elle a tous les effets thérapeutiques. L'inhibition de l'activation de NF-κB est l'un des mécanismes possibles par lesquels la dexaméthasone exerce ses thérapeutiques. Deux mécanismes sont proposés pour cette inhibition : Les récepteurs glucocorticoïdes activés interagissent directement avec la sous-unité RelA de NF-κB dans le noyau cellulaire conduisant à l'inhibition de sa fonction ou les récepteurs glucocorticoïdes activés améliorent la transcription de IκB empêchant la translocation nucléaire de NF-κB et sa liaison à l'ADN. Ces mécanismes constituent une base pour l'application thérapeutique de la dexaméthasone dans les maladies impliquant une dérégulation de NF-κB.
La pancréatite aiguë pourrait bénéficier de ce traitement en inhibant l'expression de la protéine p65. Dans le lichen plan buccal, où l'axe TLR4-NF-κB-p65 joue un rôle crucial, la dexaméthasone protège efficacement contre les dommages aux cellules épidermiques en régulant négativement l'expression du récepteur de type Toll 4 et en régulant négativement la voie de signalisation NF-κB dans les kératinocytes.

#### Thalidomide
La thalidomide, initialement développée comme médicament contre la lèpre, s'est avérée avoir divers effets pharmacologiques. Son mécanisme d'action implique l'immunosuppression, la modulation immunitaire et l'inhibition de la chimiotaxie des neutrophiles. Plusieurs études ont indiqué que la thalidomide produit ces effets en inhibant l’activation de NF-κB,.
En termes de traitement inflammatoire, la thalidomide a démontré sa capacité à améliorer l’inflammation cutanée de type rosacée en inhibant l’activation du NF-κB dans les kératinocytes. La thalidomide pourrait avoir un potentiel thérapeutique dans le traitement des tumeurs. Il peut inhiber l'expression d'ICAM-1 induite par le facteur de nécrose tumorale α en supprimant le promoteur ICAM-1 se liant à NF-κB, conduisant à l'inhibition de la prolifération des cellules cancéreuses du poumon.
Le mécanisme à l'origine de la malformation des membres induite par la thalidomide est également lié à NF-κB. La recherche a révélé que des changements dans le microenvironnement redox, déclenchés par la génération de radicaux libres à partir de la thalidomide, conduisent à la suppression de l'expression génique médiée par NF-κB, responsable de la phocomélie.

#### Lénalidomide
Le lénalidomide, un analogue de la thalidomide, est un médicament antitumoral ayant une activité antitumorale, une modulation immunitaire et des propriétés anti-angiogenèse. Comme la thalidomide, le lénalidomide possède également la capacité d'inhiber le NF-κB. Cependant, sa puissance d’inhibition du facteur de nécrose tumorale-α in vitro est 50 000 fois supérieures à celle de la thalidomide. Le lénalidomide a reçu l'approbation de la FDA en 2003 pour le traitement du myélome multiple récidivant ou réfractaire. Il altère la voie de signalisation NF-κB dans les cellules osseuses, entraînant la suppression de l'expression génique spécifique des ostéoclastes. Cela procure des effets thérapeutiques contre la résorption osseuse et fait du lénalidomide une option thérapeutique précieuse pour les maladies ostéolytiques telles que le myélome multiple. Le lénalidomide s'est révélé prometteur dans le traitement du lymphome diffus à grandes cellules B. Son effet antitumoral dans les cellules du lymphome diffus à grandes cellules B est associé à la régulation négative du facteur 4 régulateur de l'interféron et à l'inhibition de l'activité NF-κB dépendante du récepteur des cellules B.